# 杜院駅
杜院駅（トゥウォンえき）は、大韓民国慶尚北道金泉市にかつて存在した韓国鉄道公社の駅である。

## 歴史
- 1955年8月1日 - 開業。
- 2006年6月23日 - 廃止。

## 隣の駅
韓国鉄道公社
慶北線
牙川駅 - 杜院駅 - 玉山駅